# Gnomidolon insigne
Gnomidolon insigne är en skalbaggsart som beskrevs av Martins 1967. Gnomidolon insigne ingår i släktet Gnomidolon och familjen långhorningar. Inga underarter finns listade i Catalogue of Life.